# 老君殿 (大理市)
老君殿建筑群位于云南省大理州大理市大理镇大理古城西南隅、弘圣寺塔东南，是一座一进两院的道观建筑群，依次为聚仙楼、玉皇阁、老君殿。聚仙楼为五开间悬山顶式；玉皇阁三开间，面阔12.7米，进深10米，抬梁与穿斗式结合，单檐歇山顶；老君殿三开间歇山项式。

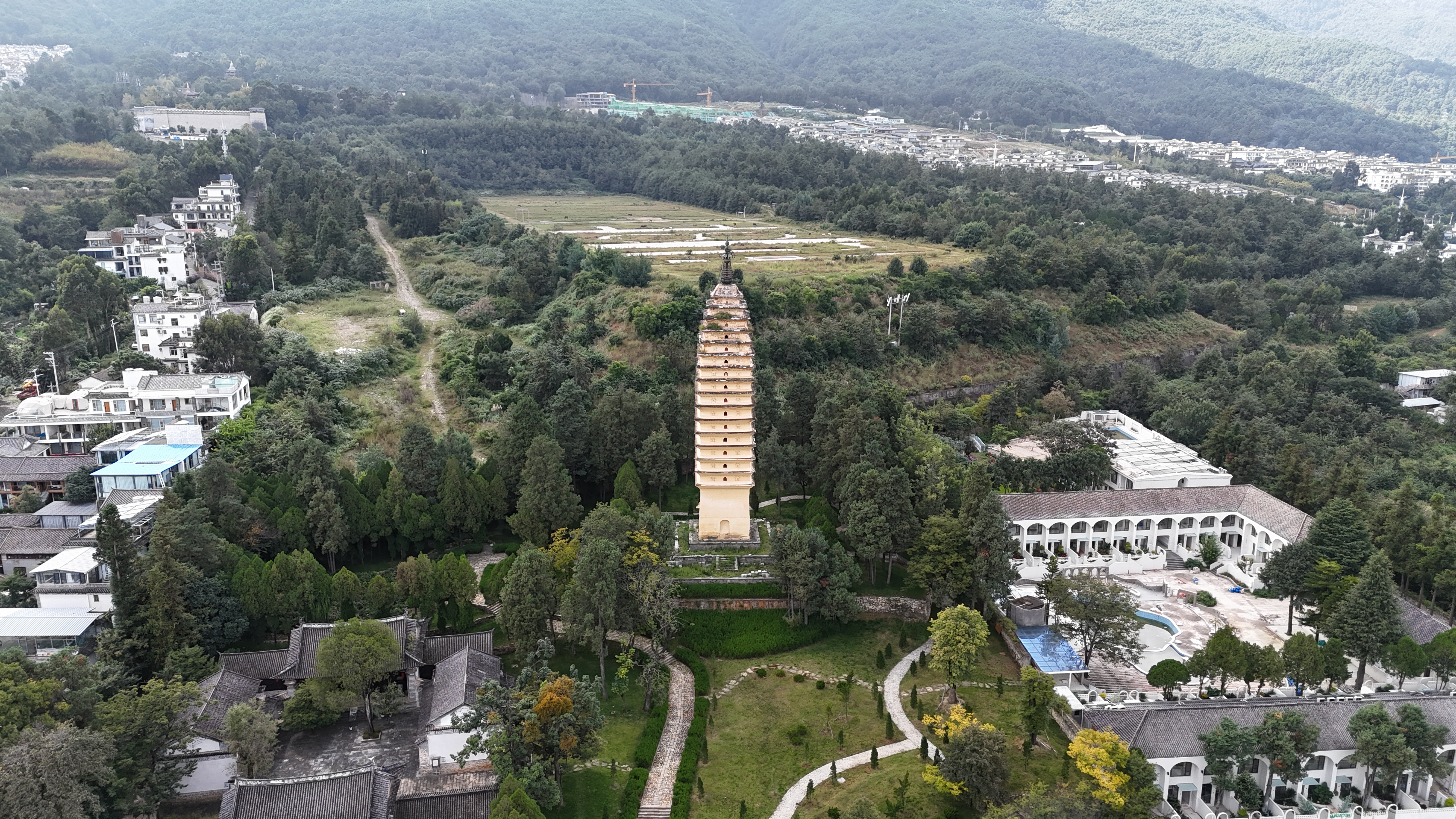
图中左下角为老君殿建筑群，中央为弘圣寺塔

弘圣寺（又名一塔寺、王舍寺）及弘圣寺塔为大理国时期建筑，后弘圣寺毁，改建为武侯祠、苍山书院、大观堂等，清光绪二十五年（1899年）重建聚仙楼和玉皇阁，民国五年（1916年）建老君殿。后被部队占用，1986年移交政府，由大理市园林局管理。1992年维修并重新彩绘。
玉皇阁大门两侧分别立有《岣嵝碑》《张思叔座右铭碑》。《岣嵝碑》为明嘉靖十六年（1537年）杨慎谪滇时摹刻，高1.60米、宽1.44米、厚0.15米，青石质，圆首。《张思叔座右铭碑》为明万历八年（1580年）太和县令孔宗海依原碑翻刻，高2.26米、宽1.14米、厚0.20米，青石质。原有杨慎《禹碑歌》碑，现移存大理市博物馆，以及李元阳《大觀堂修造記》，已毁。院中尚有两株古李树。
1985年9月20日，弘圣寺塔（含老君殿等建筑及座佑铭碑、岣嵝碑）被公布为第一批大理市文物保护单位。2023年10月23日，老君殿建筑群被公布为第八批大理州文物保护单位。